# Vårgårda
Vårgårda este un oraș în Suedia.

## Demografie
| \| Evoluția demografică a zonei urbane Vårgårda, 1970–2015 \| Evoluția demografică a zonei urbane Vårgårda, 1970–2015 \| Evoluția demografică a zonei urbane Vårgårda, 1970–2015 \| Evoluția demografică a zonei urbane Vårgårda, 1970–2015 \| Evoluția demografică a zonei urbane Vårgårda, 1970–2015 \| \| --------------------------------------------------------------------------------------- \| ------------------------------------------------------- \| ------------------------------------------------------- \| ------------------------------------------------------- \| ------------------------------------------------------- \| \| An \| \| \| Locuitori \| \| \| 1970 \| 1970 \| \| 3.245 \| 3.245 \| \| 1975 \| 1975 \| \| 3.707 \| 3.707 \| \| 1980 \| 1980 \| \| 4.087 \| 4.087 \| \| 1990 \| 1990 \| \| 4.542 \| 4.542 \| \| 1995 \| 1995 \| \| 4.914 \| 4.914 \| \| 2000 \| 2000 \| \| 4.967 \| 4.967 \| \| 2005 \| 2005 \| \| 5.041 \| 5.041 \| \| 2010 \| 2010 \| \| 5.133 \| 5.133 \| \| 2015 \| 2015 \| \| 5.384 \| 5.384 \| \| Sursa: SCB - Statistika Centralbyrån, Folkmängden per tätort. Vart femte år 1960 - 2016 \| \| \| \| \| |      |  |           |       |
| Evoluția demografică a zonei urbane Vårgårda, 1970–2015 |      |  |           |       |
| An |      |  | Locuitori |       |
| 1970 | 1970 |  | 3.245     | 3.245 |
| 1975 | 1975 |  | 3.707     | 3.707 |
| 1980 | 1980 |  | 4.087     | 4.087 |
| 1990 | 1990 |  | 4.542     | 4.542 |
| 1995 | 1995 |  | 4.914     | 4.914 |
| 2000 | 2000 |  | 4.967     | 4.967 |
| 2005 | 2005 |  | 5.041     | 5.041 |
| 2010 | 2010 |  | 5.133     | 5.133 |
| 2015 | 2015 |  | 5.384     | 5.384 |
| Sursa: SCB - Statistika Centralbyrån, Folkmängden per tätort. Vart femte år 1960 - 2016 |      |  |           |       |